# Эстко, Сикстус
Сикстус Теодор Людвик Эстко (пол. Sykstus Teodor Ludwik Estko; 4 марта 1776, Брест — 30 октября 1813, Лейпциг) — польский военачальник, легионер, бригадный генерал армии Варшавского герцогства и наполеоновской армии, участник Наполеоновских войн, племянник Тадеуша Костюшко. 

## Биография
Родился в 1776 году в семье стольника cмоленского Петра Эстко герба Эсткен и Анны Костюшко, сестры Тадеуша Костюшко. В 1787 году, уже после смерти отца, поступил на военную службу вместе со своими братьями Станиславом и Тадеушем. С 1791 года служил в Королевском инженерном корпусе в Варшаве. 
Участвовал в Польском всстании 1794 года под руководством Тадеуша Костюшко, своего дяди. В 1797 году, по его протекции, был принят в Польские легионы в составе французской республиканской армии в Италии. Сражался при Треббии против армии фельдмаршала Суворова, где был захвачен в плен. 
После роспуска польских легионов поступил на службу в армию Итальянского королевства, одного из государств-сателлитов Наполеоновской Франции, затем собственно во французскую армию. Командовал сперва 3-м (польск.; 1808—1811) а затем 4-м (польск.; 1811—1812) пехотными полками Вислинского легиона. Будучи командиром 3-го полка, отличился во время боёв в Испании, особенно при осаде Сарагосы. В 1812 году принимал участие в походе Наполеона на Россию в качестве командира 4-го пехотного полка Вислинского легиона, который на время русского похода был прикомандирован к наполеоновской гвардии. Легионом в походе 1812 года командовал француз генерал Клапаред. 
После отступления из России все четыре пехотных полка Вислинского легиона были слиты в один полк. Эстко, получивший чин бригадного генерала, возглавил 1-ю бригаду 5-й дивизии 2-го армейского корпуса наполеоновской армии. Во главе своей бригады принял участие в Саксонской кампании 1813 года. 18 октября 1813 года на завершающем этапе сражения под Лейпцигом был тяжело ранен ядром, попал в плен и скончался в госпитале 30 октября 1813 года.
Был кавалером (1809) и офицером (1811) ордена Почетного легиона, кавалером ордена Железной Короны (1806), кавалером ордена Virtuti militari (1810).